# 橋本大輝 (体操選手)
橋本 大輝（はしもと だいき、2001年〈平成13年〉8月7日 - ）は、日本の体操競技選手。2021年開催の東京オリンピック 体操 男子個人総合及び種目別鉄棒 金メダリスト。体操男子個人総合を五輪史上最年少で制覇、種目別鉄棒との2冠を達成した。

## 人物
- 体操選手としては長身なほうで、長い手足の先まで伸びた美しい演技が持ち味のオールラウンダー。
- 家族構成は祖母、父、母、兄2人。2人の兄の影響で6歳から体操を始めた[3]。実家は兼業農家で（両親は公務員[3]）現在も祖母の農作業を手伝っている[4]。「大輝」という名前には、「大きく夏に輝けるように」という両親の願いが込められている。座右の銘は「努力に勝る天才なし」[5]。

## 経歴
- 千葉県成田市出身。香取市立佐原中学校、船橋市立船橋高等学校を経て順天堂大学を卒業[6]。
- 6歳から15歳まで兄とともに香取市にある佐原ジュニア体操クラブに通う。船橋市立船橋高等学校入学時は荒削りでトップクラスに程遠い選手だったが、高校3年生になると白井健三以来史上2人目となる現役高等学校生の日本代表選手として2019年世界体操競技選手権（ドイツ・シュツットガルト）に出場した[7]。 初出場の橋本は予選で床運動、あん馬、跳馬、鉄棒の4種目で演技し全てチームトップの得点をマーク。団体総合決勝も同じ4種目に登場し、ミスが出た床運動で涙を流したものの、銅メダル獲得に貢献。世界選手権後の個人総合スーパーファイナルでは、同じ代表の萱和磨らを抑えて優勝を飾るなど、日本のエース級の選手に成長した[8]。
- 2021年、第75回全日本体操個人総合選手権と第60回NHK杯体操選手権個人総合で初優勝し、新型コロナウイルス感染症の世界的流行を受け、開催が1年延期された2020年東京オリンピック体操競技日本代表選手に選ばれた[9]。第75回全日本体操種目別選手権鉄棒決勝では、離れ技を連続で成功させ、内村航平を抑えて優勝。東京オリンピックでは、初出場ながら安定した演技で個人総合、種目別鉄棒、団体を予選1位で通過し、決勝は体操男子団体で銀メダル、男子個人総合で金メダル、種目別鉄棒でも金メダルを獲得した。なお、 19歳355日での男子個人総合金メダル獲得は1992年バルセロナオリンピックで金メダリストとなったビタリー・シェルボの20歳200日を塗り替え、史上最年少。日本選手がオリンピックの個人総合を制したのは史上５人目。日本体操として通算100個目という記念すべきメダルとなった[10]。種目別鉄棒で日本がメダルを獲得するのは2004年アテネオリンピックの米田功以来17年ぶり、金メダルでは1984年ロサンゼルスオリンピックの森末慎二以来37年ぶりとなる[11]。 千葉県出身者としては1988年ソウルオリンピック競泳の鈴木大地以来33年ぶりとなる金メダリスト。さらに県出身で初めて五輪の金メダルを複数獲得する快挙で、歴史に名を刻んだ[12]。
- 東京オリンピック 体操 男子個人総合・種目別鉄棒において金メダルを獲得した功績をたたえ、2021年11月18日、千葉県成田市の下総郵便局前に記念のゴールドポスト（第13号）が設置された（ゴールドポストプロジェクト[13]）。
- 2022年6月23日、日本オリンピック委員会（JOC）から、シンボルアスリートとして初認定された[14][15]。
- 2022年世界体操競技選手権（イギリス・リヴァプール）において男子個人総合金メダルを獲得したことにより、オリンピック男子個人総合金メダルとの2冠を達成。日本では内村航平に次ぐ2人目の快挙。
- 2024年パリオリンピックの体操競技の男子団体総合では、岡慎之助、萱和磨、谷川航、杉野正尭とともに団体総合で金メダルを獲得[16]。男子個人総合では6種目の合計が84.598となり6位だった[17]。
- 2025年4月1日、日本生命と所属契約を結び、プロに転向した。セントラルスポーツとの契約は継続、練習拠点も母校順天堂大学のまま変更なく、所属名は「日本生命・セントラルスポーツ」となった。

## 主な競技成績

### 2019年
- 2019全国高等学校総合体育大会
  - 個人総合2位、団体総合優勝（8月2日）
- 2019全日本ジュニア体操競技選手権
  - 個人総合優勝、団体総合優勝（8月17日）
- 第49回世界体操競技選手権
  - 団体総合3位（10月9日）
- 2019体操個人総合スーパーファイナル
  - 個人総合優勝（11月8日）

### 2020年
- 第74回全日本学生体操競技選手権
  - 個人総合優勝、種目別跳馬優勝、種目別あん馬優勝、団体総合優勝（10月23日）

### 2021年
- 第75回全日本体操個人総合選手権
  - 個人総合優勝（4月18日）
- 第60回NHK杯体操選手権
  - 個人総合優勝（5月16日）
- 第75回全日本体操種目別選手権
  - 種目別鉄棒優勝（6月6日）
- 第32回オリンピック競技大会体操競技
  - 団体総合2位（7月26日）
  - 個人総合優勝（7月28日）
  - 種目別鉄棒優勝（8月3日）
- 第75回全日本学生体操競技選手権
  - 個人総合優勝、種目別鉄棒優勝、団体総合優勝（9月4日）
- 第50回世界体操競技選手権
  - 個人総合2位（10月22日）
  - 種目別鉄棒2位（10月24日）

### 2022年
- 第76回全日本体操個人総合選手権
  - 個人総合優勝（4月24日）[18]
- 第61回NHK杯体操選手権
  - 個人総合優勝（5月15日）
- 第76回全日本体操種目別選手権
  - 種目別床3位（6月19日）
- 第76回全日本学生体操競技選手権
  - 個人総合優勝[19]、種目別あん馬優勝、種目別平行棒優勝、種目別鉄棒優勝、団体総合優勝（8月22日）
- 第51回世界体操競技選手権（英国リバプール）
  - 個人総合優勝[20]（11月4日）、床運動2位（11月5日）

### 2023年
- 第77回全日本体操個人総合選手権
  - 個人総合優勝[21][22]（4月23日）
- 第62回NHK杯体操選手権
  - 個人総合優勝[23][24]（5月21日）

### 2024年
- 第78回全日本体操個人総合選手権
  - 個人総合優勝
- 第33回オリンピック競技大会体操競技
  - 団体総合優勝（7月30日）
  - 個人総合6位（8月1日）

### 2025年
- 第79回全日本体操個人総合選手権
  - 個人総合優勝（4月20日）

## 主な受賞・栄典
- 紫綬褒章（2021年）[25][26]
- 千葉県県民栄誉賞（2021年）
- 成田市民栄誉賞（2021年）
- 印西市民栄誉賞（2021年）
- 船橋市特別功労表彰（2021年）
- 2021年度JOCスポーツ賞 優秀賞（2022年）[27]
- 紫綬褒章飾版（2024年）[28]

## 出演

### CM
- JAL がんばろう日本！大会後篇（2021年、日本航空）

### イベント
- 令和3年度「体力つくり強調月間」ポスター （2021年、スポーツ庁 体力つくり国民運動）
- プロ野球始球式ALL for CHIBA 成田市（2021年9月29日、ZOZOマリンスタジアム）